# Carl Fredric Adelcrantz
Carl Fredric Adelcrantz, född 30 januari 1716 i Stockholm, död 1 mars 1796 i Stockholm, var en svensk friherre och arkitekt. Han var verksam under rokokon och under den gustavianska tiden, från 1744 var han verksam som möbelarkitekt och inredningsarkitekt vid Stockholms slott. Han har ritat Kina lustslott vid Drottningholm, Adolf Fredriks kyrka och Gustav III:s operahus. Adelcrantz var under 1700-talet en av Sveriges främsta konstnärsgestalter.

## Biografi
Carl Fredric Adelcrantz var son till arkitekt Göran Josuæ Adelcrantz, som adlats med namnet Adelcrantz 1712, och Anna Maria Köhnmann. Han blev student vid Uppsala universitet 1734, auskultant vid kammarrevisonen 1735 och deltog från samma år som elev vid ritakademiens undervisning.
Det var först efter faderns död 1739 som han började utbilda sig till arkitekt. Denne hade på grund av sina erfarenheter från partivälvningen 1726–27 inte velat att sonen följde i hans fotspår. Åren 1739–42 företog Adelcrantz med ärvda pengar och stöd från Helmfelts stipendium en resa över Tyskland och Nederländerna till Frankrike och Italien, där han längre tider vistades i Paris, Florens, Rom, Neapel och Venedig. I sin frånvaro utnämndes han 1741 till konduktör vid slottsbygget i Stockholm. Vid slottsbygget blev han vid sin återkomst en uppskattad medhjälpare åt Carl Hårleman.
Kort efter sin återkomst blev han även 1744 hovjunkare vid kronprins Adolf Fredriks hov, där särskilt Lovisa Ulrika kom att visa ett stort intresse för hans konst. Slottsbygget och dess inredning kom att uppta större delen av Adelcrantz tidiga verksamhet. 1750–51 sändes han av Hårleman utomlands för att inhandla konst och skulpturer till slottet; resan gick genom Tyskland, Frankrike och Italien. Hans dagbok från besök av italienska sevärdheter finns ännu bevarad. 1753 reste han åter utomlands; under denna resa inledde han förhandlingar med Pierre Hubert L'Archevêque om en anställning som bildhuggare vid slottsbygget. Sedan Hårleman avlidit fick Adelcrantz utökat självständigt ansvar för bygget under efterträdaren Carl Johan Cronstedt och blev 1757 formellt överintendent vid sidan av Cronstedt. Fram till dess han 1767 blev ensam överintendent var hans huvudsakliga verksamhet knuten till slottet.
År 1766 upphöjdes han i friherrligt stånd. År 1777 adopterades hans bror vice presidenten vid Göta hovrätt Emanuel Adelcrantz på det friherrliga numret, men han dog före Carl Fredrik Adelcrantz.

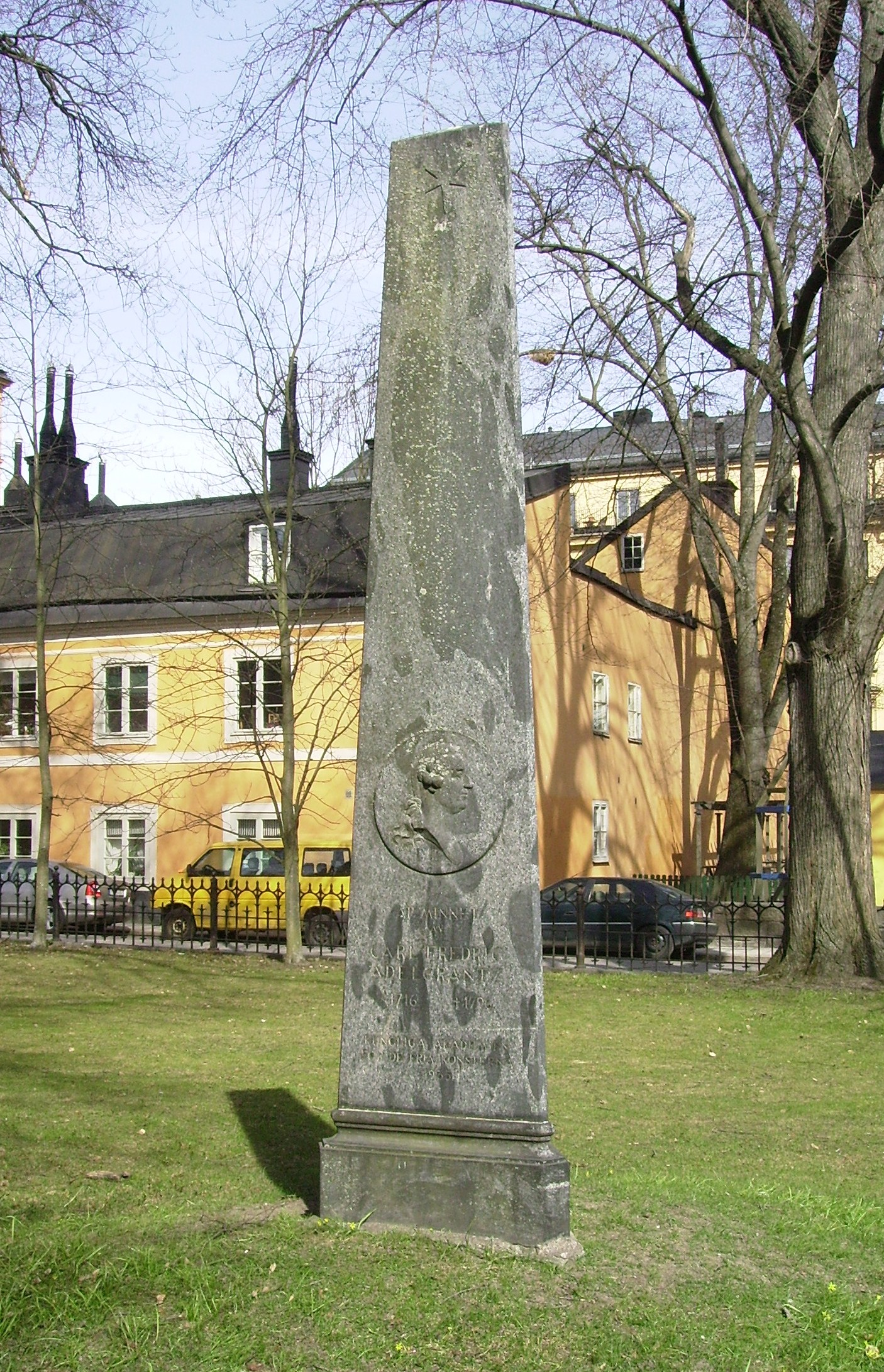
Carl Fredric Adelcrantz' gravvård på Katarina kyrkogård i Stockholm.

Kansliflygeln och Lejonbacken på Stockholms slott slutfördes under Adelcrantz ledning. Han ritade Adolf Fredriks kyrka, som invigdes 1774 och byggdes i gustaviansk stil med inslag av rokoko, och det Gustavianska operahuset vid Gustaf Adolfs torg (på femtiokronorssedeln, bakom porträttbilden av Jenny Lind ses en del av hans sektionsritning genom scenen av detta operahus).
Nuvarande Kina slott i Drottningholms slottspark uppfördes mellan åren 1763 och 1769 efter ritningar av Adelcrantz och byggnaden stod klar 1769. Jean Eric Rehn ledde arbetet med inredningen. Arkitekturen är i grunden fransk rokoko, men har en exotisk karaktär med kinesiska och orientaliska inslag som var högsta mode.
Efter hans ritningar byggdes Drottningholmsteatern 1764–1766 och fransk rokoko. Den nya teatern anlades på initiativ av drottning Lovisa Ulrika, och ritades av Adelcrantz. Scenmaskineriet är utfört av Donato Stopani. Den nya teaterbyggnaden står på samma plats som den 1762 nedbrunna. Frukostsalongen, Déjeunersalongen mot parken är ritad av Louis Jean Desprez 1791. Byggnadsarbetena påbörjades 1764 och avslutades 1766.  
År 1753 inreddes Ulriksdals slottsteater eller Confidencen, som den också kallas, av Adelrantz på drottning Lovisa Ulrikas initiativ.  Teatern ligger i Ulriksdals slottspark i nuvarande Solna kommun och är Sveriges äldsta rokokoteater, och den har plats för drygt 200 åskådare. Det var det gamla ridhuset som inreddes som teater och blev Confidencen, Ulriksdals slott. Även vid Drottningholm vid Kina slott finns en paviljong som heter Confidencen, Kina slott. 
Han stod för tillbyggnaden av Svartsjö slott samt, tillsammans med Jean Eric Rehn, huvudbyggnaden på Sturehovs slott, som byggdes på 1780-talet i gustaviansk stil. Adelcrantz ritade även Tyska kyrkan (även kallad Christinae kyrka) i Göteborg och Valleberga kyrkas korsarmar.
Han lät även bygga sina egna bostäder, Adelcrantzka palatset på Karduansmakargatan 8 i kvartetet Björnen i Stockholm och sommarhuset Trångsunds gård vid Drevviken i Huddinge socken på Södertörn.
I Klaraområdet hade 1751 utbrutit en brand, Klarabranden 1751, och stora delar av kvarteret vid Karduansmakargatan förstördes. Efter Klarabranden hade vicepresidenten i Kammarrevisionen Gustaf Samuel Ruuth köpt byggnaden år 1753 och hans svåger Adelcrantz fick på 1750-talet i uppdrag att bygga om det brandskadade huset på Karduansmakargatan. Ruuth blev byggherre till Adelcrantzka palatset 1755. Adelcrantz behöll fasaden men höjde huset en våning och försåg det med ett högt brutet tak. Portalen fick en helt ny klassicistisk omfattning. Interiört har byggnaden en av landets finaste rokokoinredningar. På grund av dålig ekonomi sålde Adelcrantz 1758 huset i kvarteret Björnen till generalmajoren Pontus Fredrik De la Gardie, som var generaladjutant hos kung Adolf Fredrik. Det Adelcrantzka palatsets huvudbyggnad är bevarad och dess sidofasad är vänd mot gatan, medan kvarteret på norra sidan domineras av ett kontorskomplex, som uppfördes i slutet på 1970-talet i samband med att kvarterets gamla bebyggelse revs. Bland de nya kontorshusen ligger det Adelcrantzka palatset således kvar och ovanför finns en av de två gångbroarna över gatan. 
Egendomen Trångsunds gård hade 1761 inköpts av vicepresidenten Gustaf Samuel Ruuth,  som redan 1762 överlät den till sin svåger Carl Fredric Adelcrantz. Adelcrantz lät omgående påbörja bygget av den herrgård som skulle bli hans och svågerns Ruuths familjs framtida sommarnöje. Trångsunds herrgård byggdes på 1760-talet i gustaviansk stil. Mangårdsbyggnaden uppfördes i korsvirkesteknik och blev ett tvåvåningt kubiskt hus med säteritak i tidig gustaviansk stil. Herrgården Trångsunds gård har i traditionen kallats "Drevvikens pärla". I drygt 25 år bodde han på Trångsunds gård. Han bebodde gården tillsammans med sin svåger och hans familj samt ett hov bestående av nio ensamstående damer inom släkten, vilka han saknade utrymme för i sin våning på Karduansmakargatan. Alla änkor och ogifta kvinnor var vid den här tiden omyndiga och stod under ett manligt förmyndarskap, i regel var det en nära släkting. Adelcrantz tvingades på grund av svårhanterliga lån sälja Trångsund 1789 till en god vän och vid tiden för sin död bodde han utfattig i ett enkelt hem på Götgatan.
Han var en betydelsefull person vid hovet och blev hovjunkare 1744, hovintendent 1750, överintendent för Kongliga Ritarakademien (nuvarande Konstakademin) 1757, direktör för "franska spektaklet" 1753, direktör för hovkapellet 1764 och friherre 1766. 1754 invaldes han som ledamot nummer 143 av Kungliga Vetenskapsakademien. Den 20 mars 1786 blev Adelcrantz hedersledamot av Kungliga Vitterhets Historie och Antikvitets Akademien. Han var kommendör av Nordstjärneorden.
Efter Gustav III:s italienska resa började Adelcrantz hamna i bakgrunden. Kungens smak hade förändrats, och Adelcrantz började bli gammal och han mötte ett ointresse hos kungen att ordna med hans försörjning på ålderns höst. Han fortsatte att verka som hovintendent ända fram till 1795. Han dog året därpå utfattig i ett enkelt hem på Götgatan efter att ha varit tvungen att sälja Trångsund. Adelcrantz förblev ogift och ätten slöts med honom. Carl Fredrik Adelcrantz' gravvård finns på Katarina kyrkogård i Stockholm. Adelcrantz finns representerad vid bland annat Nationalmuseum i Stockholm.

## Ritningar i urval

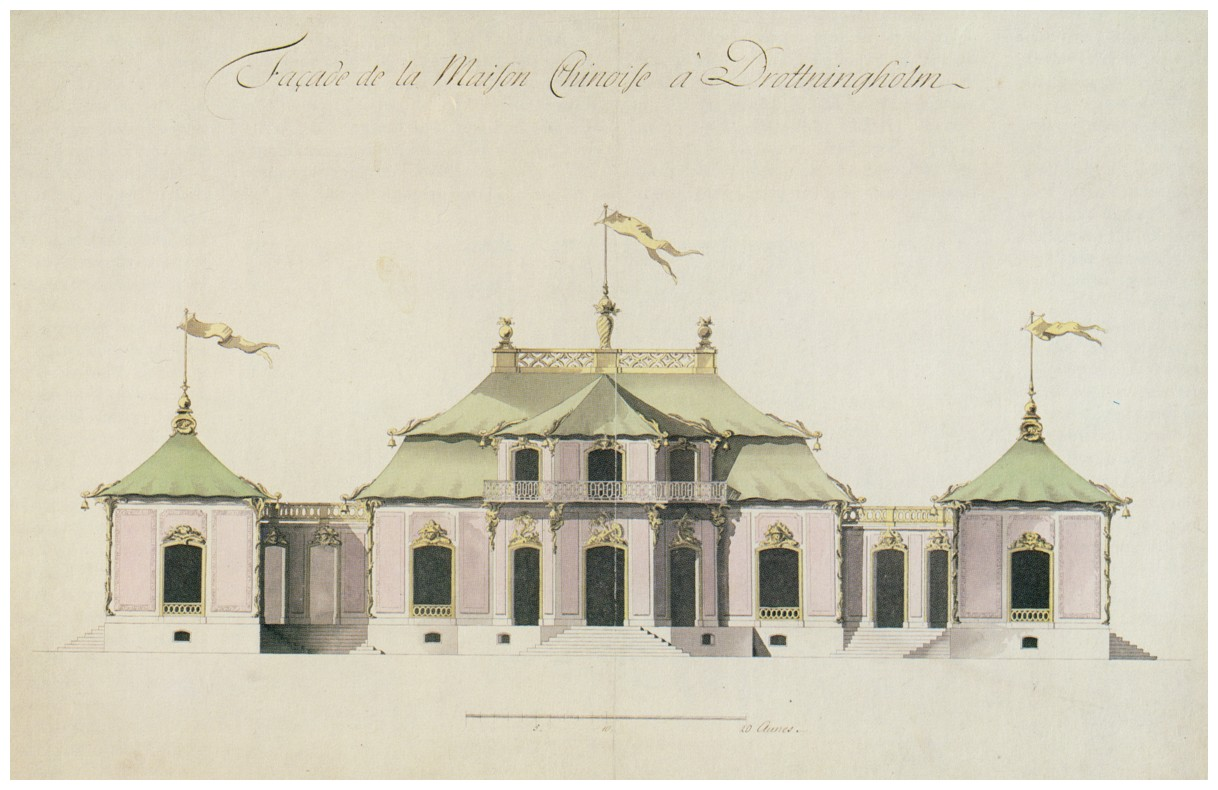
Kina slott, 1763.
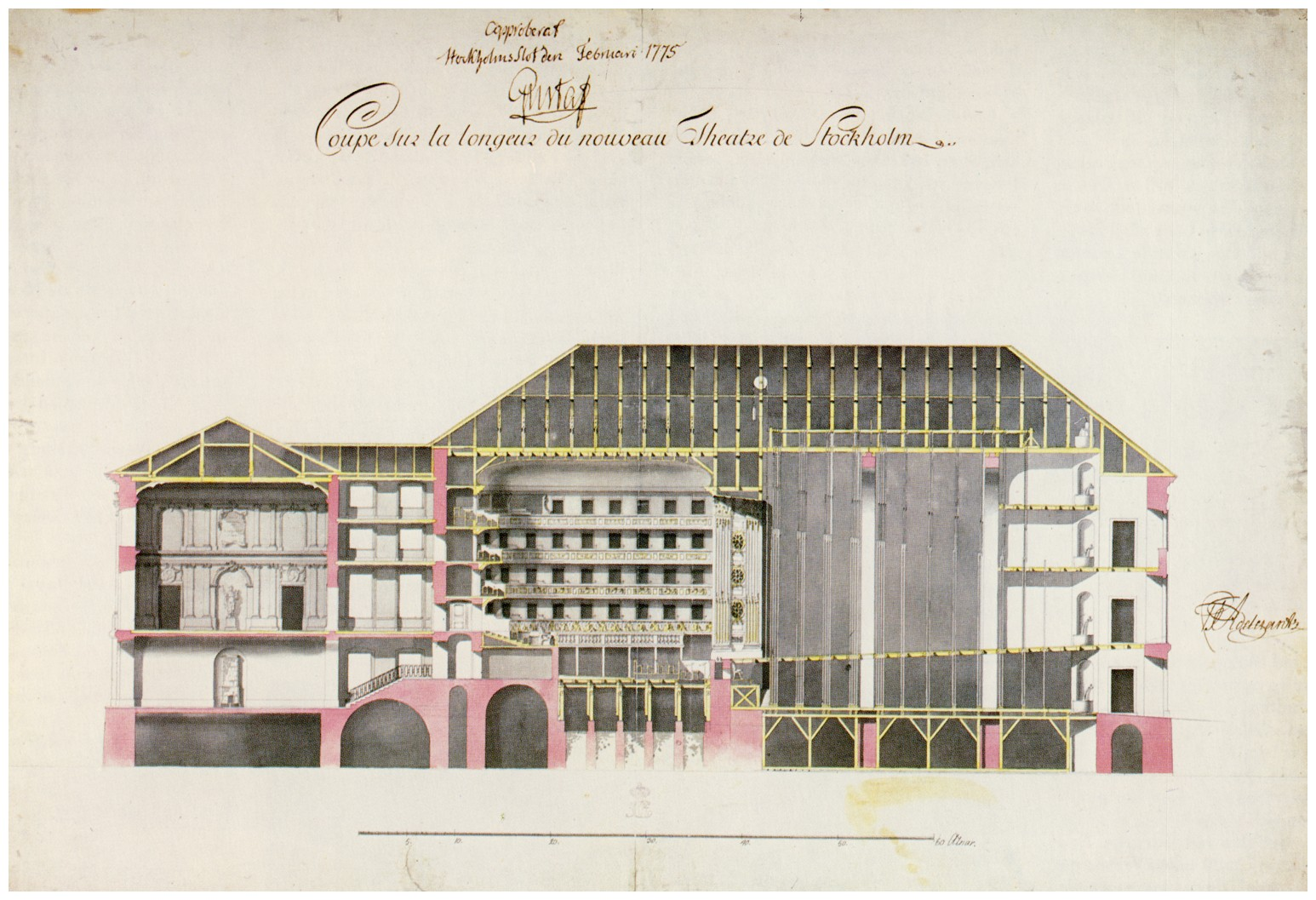
Gustav III:s operahus, 1775.
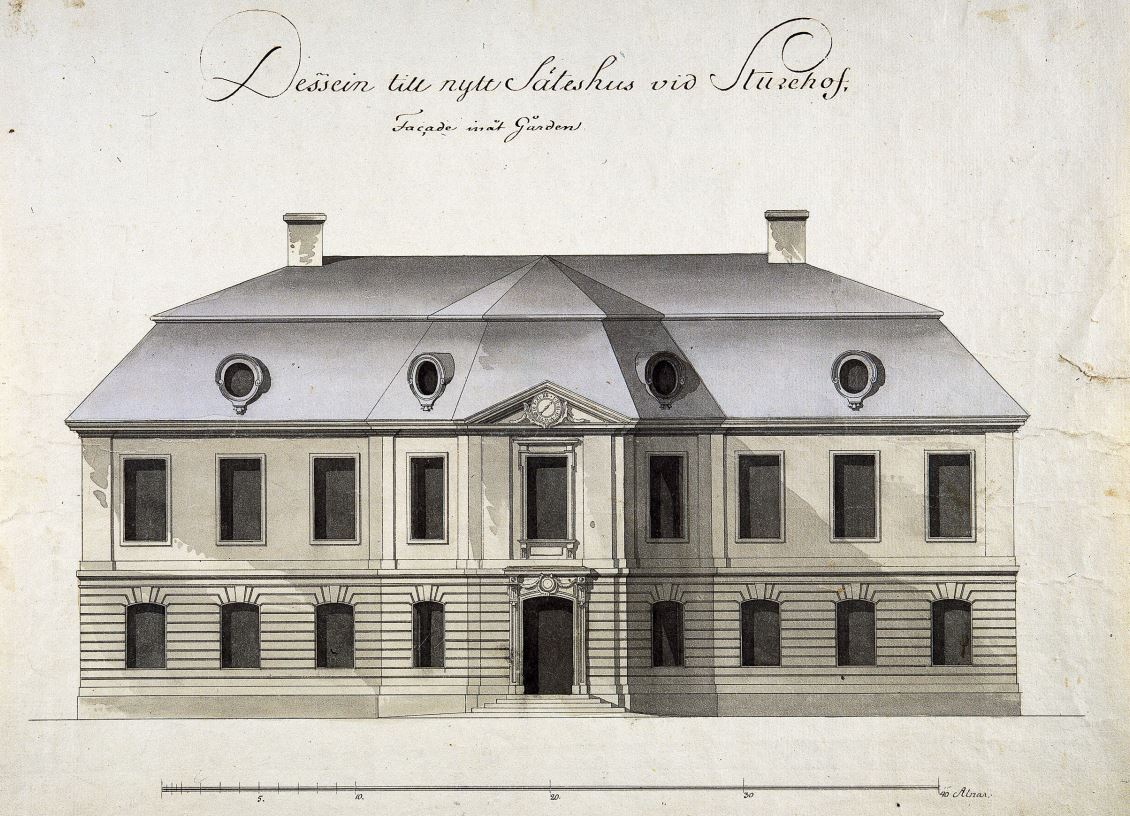
Sturehov, 1780-tal.
Vasa hovrätt 1788.

## Byggnader i urval

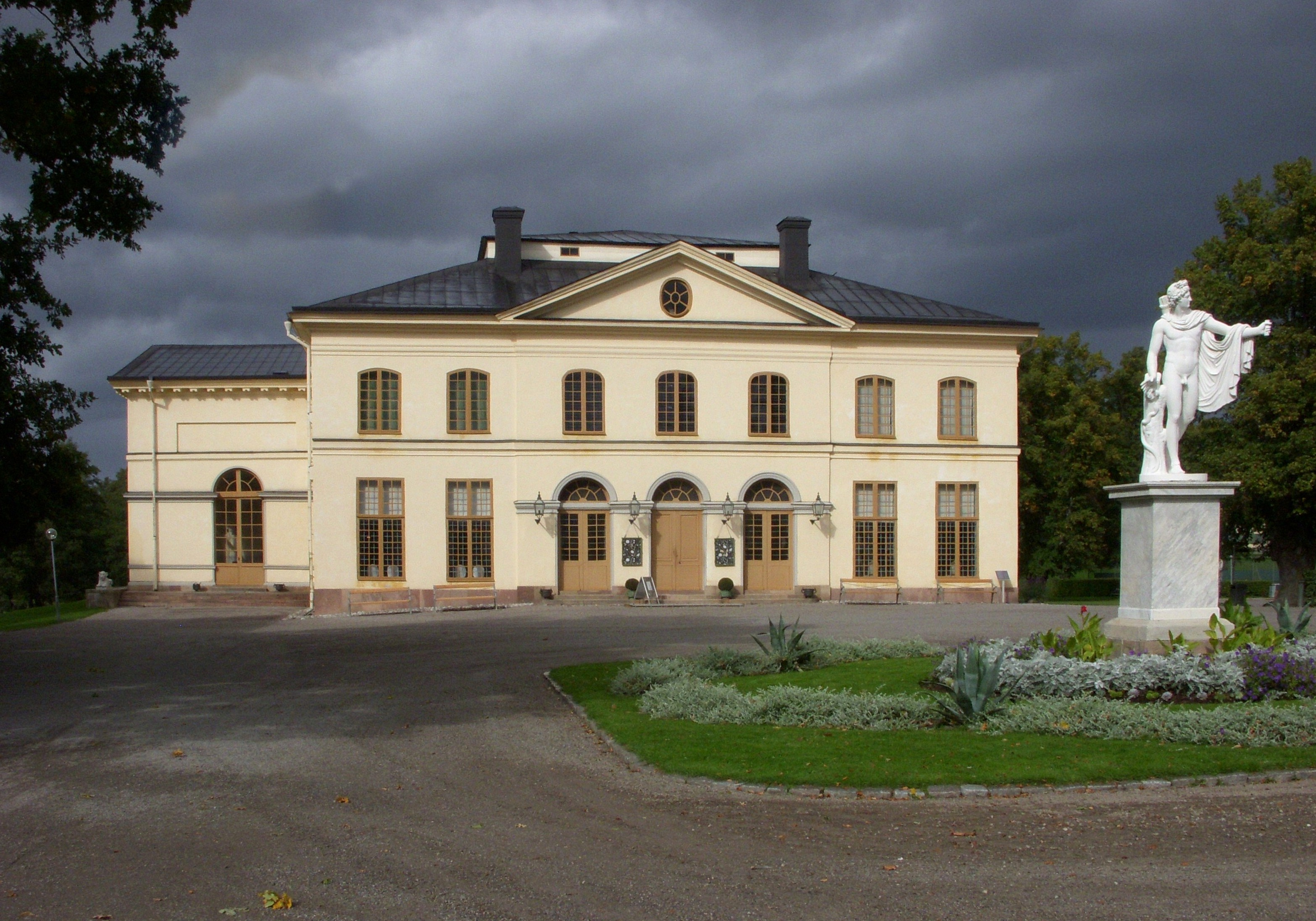
Drottningholms slottsteater.
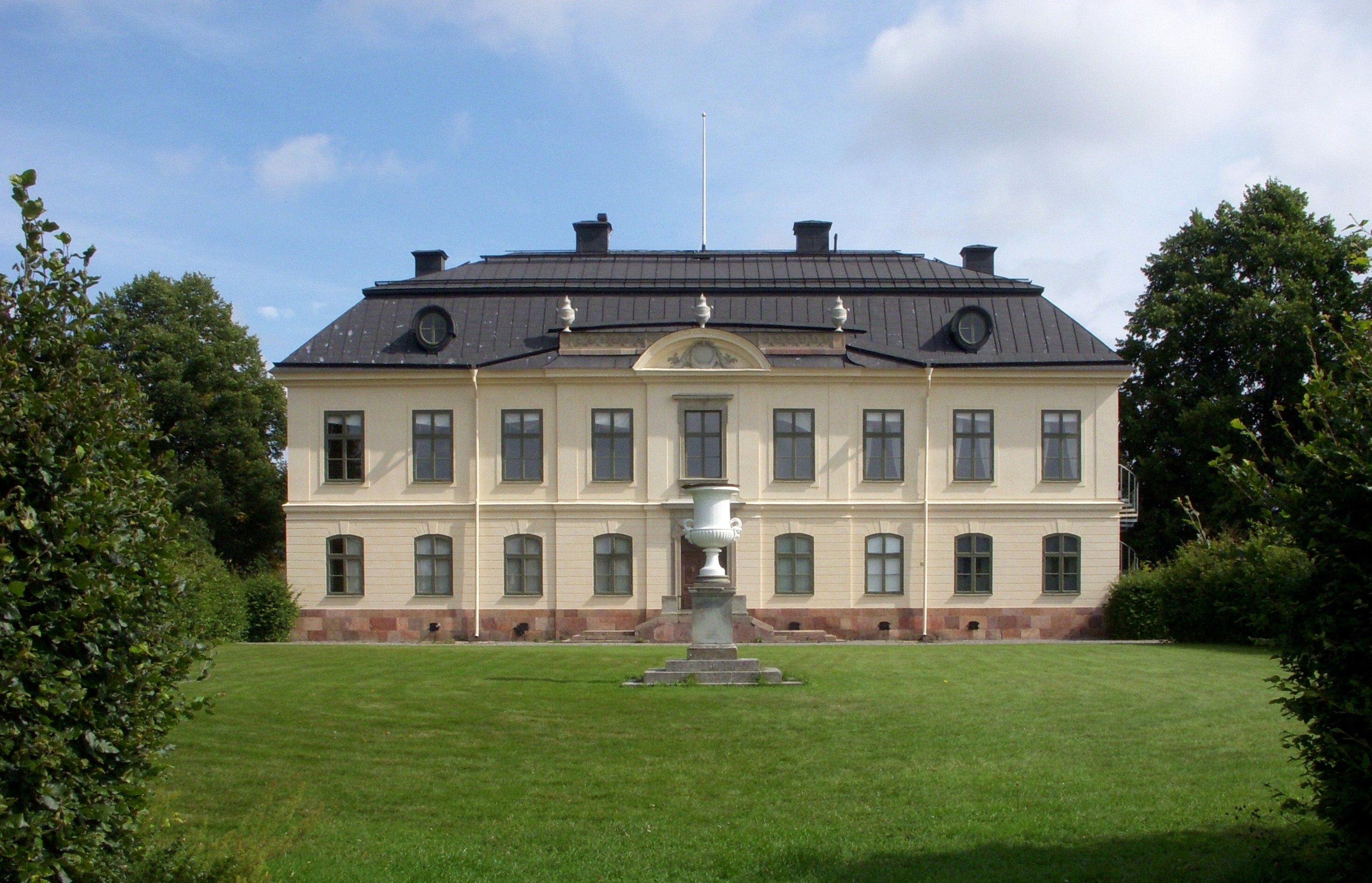
Sturehovs slott.
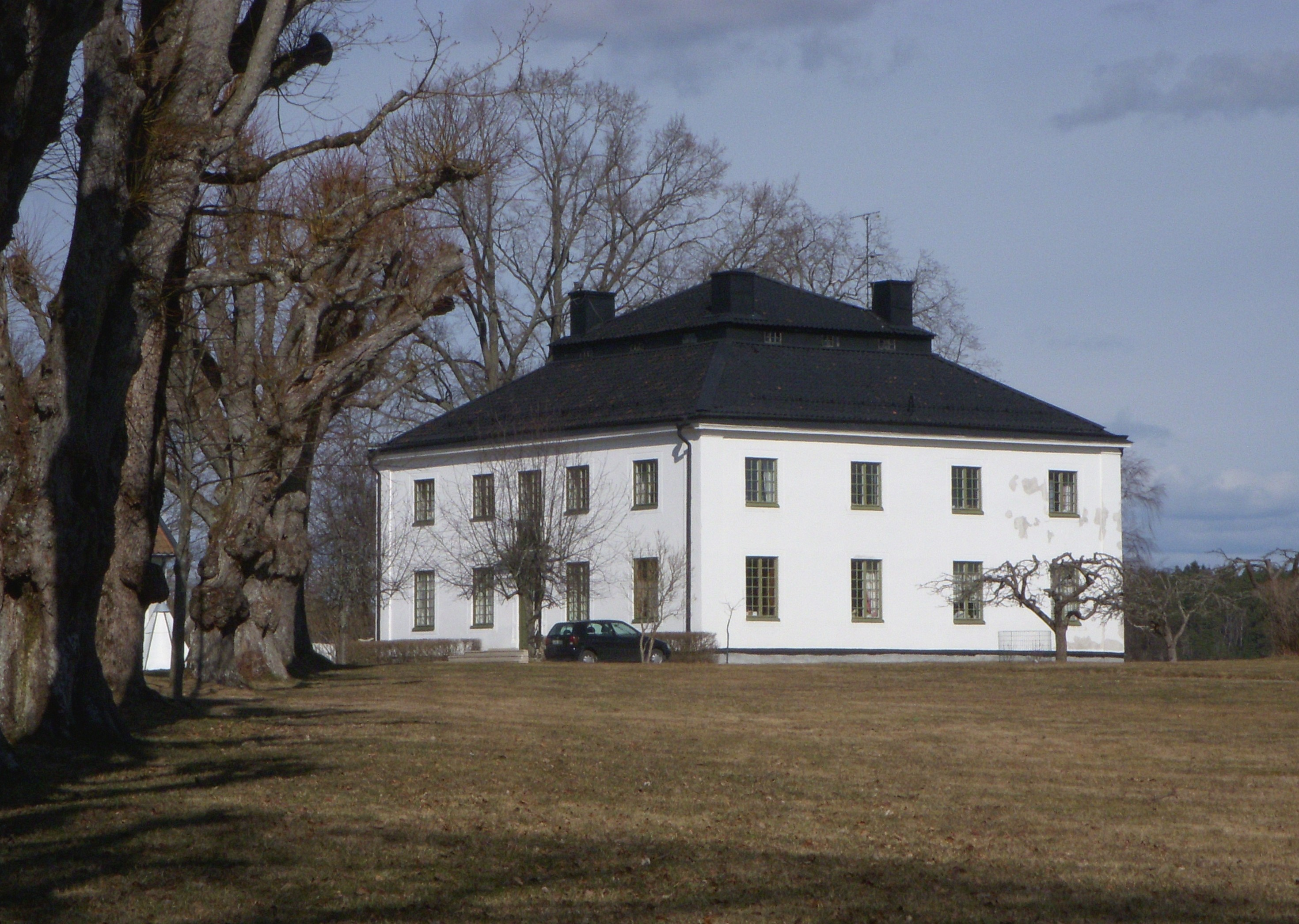
Trångsunds herrgård.
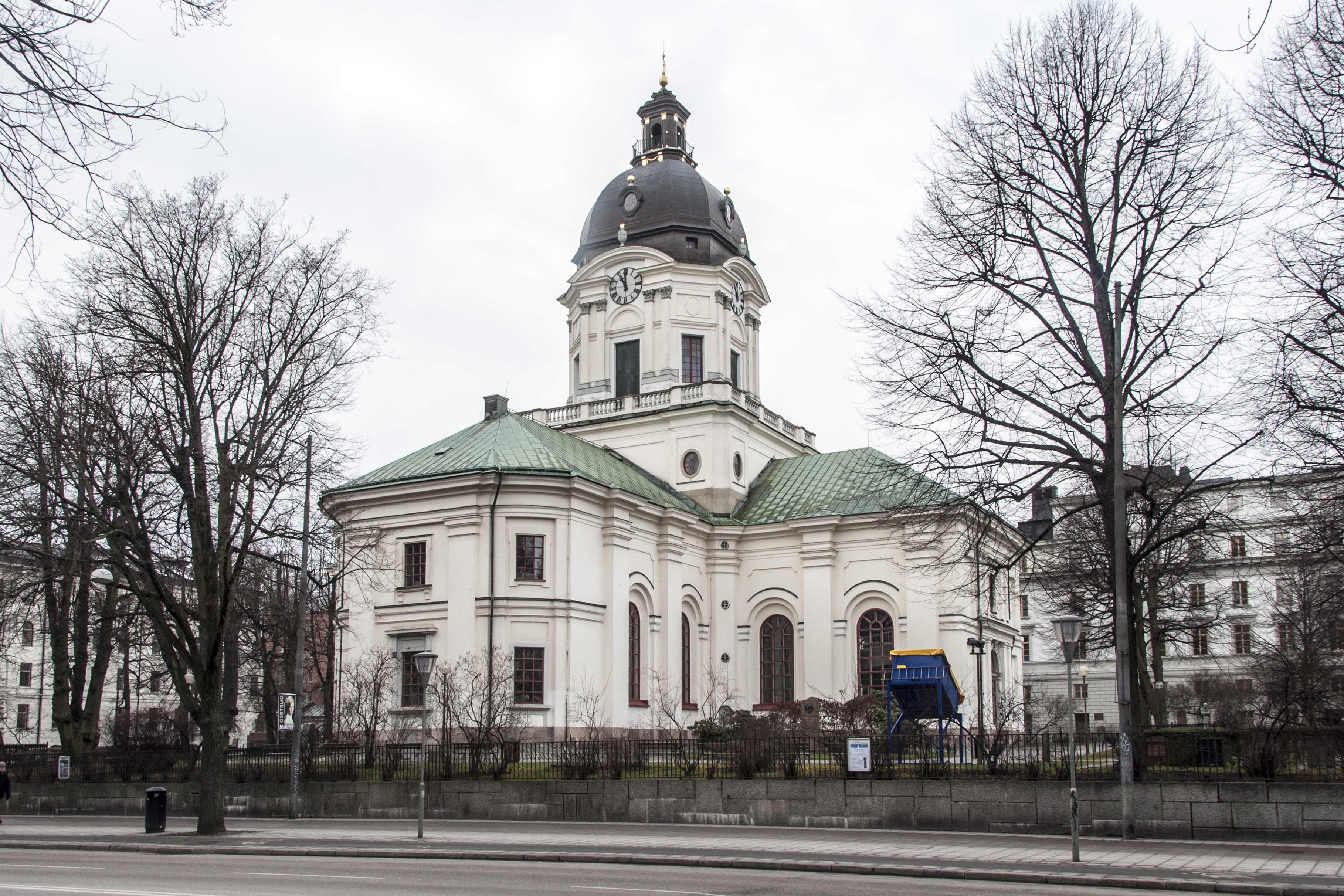
Adolf Fredriks kyrka.

## Verk i urval
- Adelcrantzka palatset
- Adolf Fredriks kyrka
- Confidencen
- Drottningholmsteatern
- Fredrikshovs slott
- Kina slott
- Korsholms kyrka
- Gustavianska operahuset
- Lejonbacken och Kansliflygeln vid Stockholms slott
- Sturehovs slott
- Svartsjö slott
- Trångsunds gård
- Tornet till Tyska kyrkan i Göteborg
- Valleberga kyrka
- Åby kyrka